# 扎基布盧基
50°15′51″N 34°32′9″E / 50.26417°N 34.53583°E
扎卡布盧基（烏克蘭語：Закаблуки）是位於烏克蘭東北部的村莊，由蘇梅州奥赫蒂尔卡区的科米希市鎮負責管轄。該村距離小巴甫利夫卡和阿夫拉姆基夫希納2公里，海拔高度168米，2001年人口32。